# Verjaardag van Confucius
De verjaardag van Confucius is een Chinese feestdag waarbij de geboorte van de Chinese filosoof Confucius wordt gevierd. Confucius' gedachten hebben de Chinese cultuur zwaar beïnvloed door de eeuwen heen. Deze feestdag wordt volgens de Chinese kalender op de 27e dag van de achtste maand gevierd. Deze datum ten tijde van het geboortejaar van Confucius is omgerekend naar de gregoriaanse kalender en komt daarop op de datum 28 september. In de republiek China (Taiwan) is 28 september een officiële feestdag waarbij ook de schoolleraren worden vereerd, terwijl in volksrepubliek China geen van de twee datums een officiële feestdag is.